# Sekundærrute 481
De Sekundærrute 481 is een secundaire weg in Denemarken. De weg loopt van Lovtrup naar Dybbøl. De Sekundærrute 481 loopt door Zuid-Denemarken en is ongeveer 31 kilometer lang.